# Мыс-Лес
Мыс-Лес — река в России, протекает в Гайнском районе Пермского края.

## География и гидрология
Устье реки находится в 27 км по правому берегу реки Сочь. Длина реки составляет 14 км. На реке расположен одноимённый населённый пункт.

## Данные водного реестра
По данным государственного водного реестра России относится к Камскому бассейновому округу, водохозяйственный участок реки — Кама от истока до водомерного поста у села Бондюг, речной подбассейн реки — бассейны притоков Камы до впадения Белой. Речной бассейн реки — Кама.
По данным геоинформационной системы водохозяйственного районирования территории РФ, подготовленной Федеральным агентством водных ресурсов:
- Код водного объекта в государственном водном реестре — 10010100112111100002157
- Код по гидрологической изученности (ГИ) — 111100215
- Код бассейна — 10.01.01.001
- Номер тома по ГИ — 11
- Выпуск по ГИ — 1